# Istrate Micescu
Istrate Micescu, né le 22 mai 1881 à Ploieşti (Royaume de Roumanie) et mort le 22 mai 1951 à Aiud, est un homme politique roumain.

## Biographie
Il a été arrêté en 1948 et condamné à 20 ans de travaux forcé pour conspiration contre le régime communiste. Détenu à la prison de Aiud, il meurt au bout de trois ans de détention.